# 克爾克科查湖
14°37′48″S 71°50′13″W / 14.63000°S 71.83694°W
克爾克科查湖（Querquecocha），是秘魯的湖泊，位於該國南部庫斯科大區，由瓊比維卡省的貝利耶區負責管轄，處於奧爾科科查湖以北，長1.87公里、寬0.55公里，海拔高度4,323米。